# XXI legislatura del Regno d'Italia

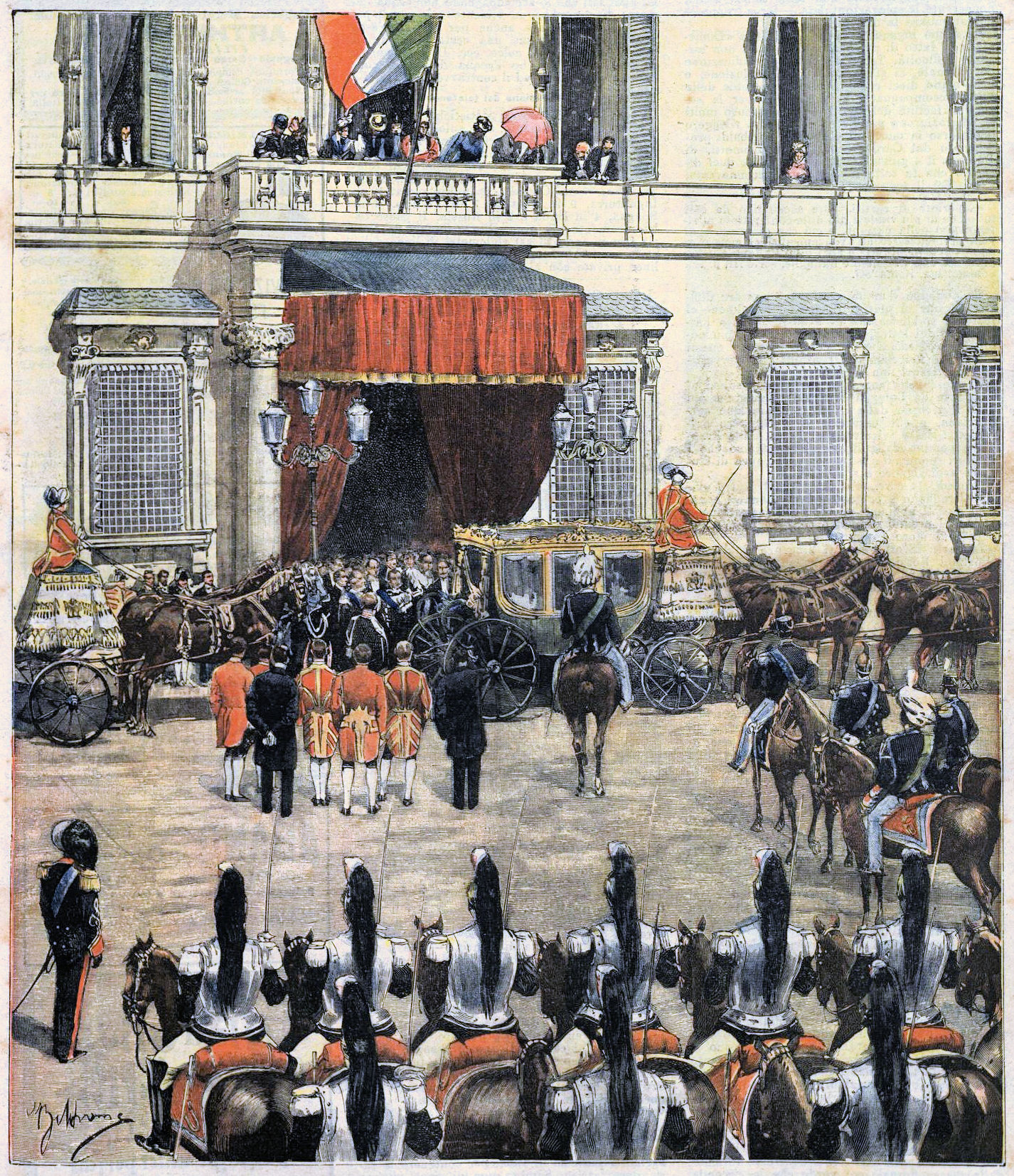
L'inaugurazione della XXI legislatura

La XXI legislatura del Regno d'Italia ebbe inizio il 16 giugno 1900 e si concluse il 18 ottobre 1904.

## Governi
Governi formati dai Presidenti del Consiglio dei ministri su incarico reale.
1. Governo Pelloux II (14 maggio 1899 - 24 giugno 1900), presidente Luigi Pelloux (militare)
  - Composizione del governo: Destra storica
2. Governo Saracco (24 giugno 1900 - 15 febbraio 1901), presidente Giuseppe Saracco (Sinistra storica)
  - Composizione del governo: Sinistra storica
3. Governo Zanardelli (15 febbraio 1901 - 3 novembre 1903), presidente Giuseppe Zanardelli (Sinistra storica)
  - Composizione del governo: Sinistra storica
4. Governo Giolitti II (3 novembre 1903 - 12 marzo 1905), presidente Giovanni Giolitti (Sinistra storica)
  - Composizione del governo: Sinistra storica

## Parlamento

### Camera dei Deputati
I sessione
- Presidente
  - Nicolò Gallo, dal 16 giugno 1900 al 24 giugno 1900
  - Tommaso Villa, dal 28 giugno 1900

II sessione
- Presidente
  - Giuseppe Biancheri, dal 10 marzo 1902

Nella legislatura la Camera tenne 592 sedute.

### Senato del Regno
I sessione
- Presidente
  - Giuseppe Saracco, dal 16 giugno 1900 al 24 giugno (nominato Presidente del Consiglio dei ministri)
  - Giuseppe Saracco, dal 24 febbraio 1901

II sessione
- Presidente
  - Giuseppe Saracco, dal 20 febbraio 1902

Nella legislatura il Senato tenne 332 sedute.